# Tanta agua
Tanta agua és una pel·lícula uruguaiana de 2013, coproduïda amb Mèxic i Països Baixos, i estrenada l'11 de febrer d'aquest any en la secció «Panorama» del 63è Festival Internacional de Cinema de Berlín. Dirigida per Leticia Jorge i Ana Guevara, el drama és protagonitzat per Néstor Guzzini, Malú Chouza i Joaquín Castiglioni.

## Sinopsi
Lucía té 14 anys. Els seus pares estan divorciats. Ella i el seu germà viuen amb la seva mare. Alberto, el seu pare, és quiropràctic i veu als seus fills en poques ocasions. Ha llogat una cabanya a les Termas del Arapey (Salto, Uruguai); les vacances seran curtes i el cel amenaça amb ploure. Quan arriben, el panorama és descoratjador. Alberto intenta distreure'ls per a arreglar el fracàs en què s'ha convertit aquesta excursió familiar, però com més ho intenta, menys ho aconsegueix.

## Protagonistes
- Néstor Guzzini (Alberto)
- Malú Chouza (Lucía, filla d'Alberto)
- Joaquín Castiglioni (Federico, fill d'Alberto)
- Valentino Muffolini (Miguel Ángel, millor amic de Federico)

## Premis

### Obtencions
- Festival Internacional de Cinema de Cartagena de Indias (2013): premi fipresci[4] a la mejor película.[5]
- XX Mostra de Cinema Llatinoamericà de Catalunya (2014): Premi al millor actor (Néstor Guzzini)[6]

### Altres nominacions
- Festival Internacional del Nou Cinema Llatinoamericà de l'Havana (2013): secció oficial òperes primes a concurs.[2]